# مایک مایرز
مایکل جان مایرز (به انگلیسی: Michael John Myers) (زادهٔ ۲۵ مه ۱۹۶۳) بازیگر، کمدین و فیلم‌ساز کانادایی است. افتخارات او شامل هفت جایزه سینمایی و تلویزیونی ام‌تی‌وی، یک جایزه امی ساعات پربیننده و یک جایزه انجمن بازیگران فیلم است. در سال ۲۰۰۲ در پیاده‌روی مشاهیر هالیوود یک ستاره به او اهدا شد. در سال ۲۰۱۷، او به دلیل «کارهای کمدی گسترده و تحسین‌شده‌اش به عنوان یک بازیگر، نویسنده و تهیه‌کننده»‌ به عنوان افسر درجه کانادا منصوب شد.
پس از حضور در چندین برنامه تلویزیونی کانادایی، مایک مایرز در طول شش فصل حضورش به عنوان یکی از بازیگران مجموعه طنز پخش زنده شنبه شب در شبکه ان‌بی‌سی از سال ۱۹۸۹ تا ۱۹۹۵ به شهرت رسید. این برنامه برای او جایزه امی ساعات پربیننده برای نگارش برجسته در یک مجموعه متنوع را به ارمغان آورد. مایرز سپس با ایفای نقش‌های اصلی در فرنچایزهای جهان وین (۱۹۹۲–۱۹۹۳)، آستین پاورز (۱۹۹۷–۲۰۰۳) و شرک (۲۰۰۱–اکنون) مورد تحسین قرار گرفت و جوایز متعددی دریافت کرد. در این میان، مجموعه شرک به دومین فرنچایز پرفروش پویانمایی تاریخ تبدیل شد. او همچنین نقش اصلی را در اقتباس لایو اکشن ۲۰۰۳ کتاب گربه کلاه‌به‌سر اثر دکتر زوس ایفا کرد.
مایرز در دهه ۲۰۱۰ کمتر در سینما ظاهر شد و در ترمینال و بوهمین راپسودی (هر دو محصول ۲۰۱۸) نقش‌های فرعی داشت. او اولین تجربه کارگردانی خود را با مستند سوپرمنچ: افسانه شپ گوردون (۲۰۱۳) رقم زد که در جشنواره بین‌المللی فیلم تورنتو به نمایش درآمد. در سال ۲۰۲۲، او خالق و بازیگر مجموعه اصلی نتفلیکس با نام پنتاورات بود و در آمستردام، به کارگردانی دیوید او. راسل، ایفای نقش کرد.

## فیلم‌شناسی
فهرست فیلم‌هایی که مایک مایرز در آنها به ایفای نقش پرداخته‌است:
- جهان وین (۱۹۹۲)
- پس من با یک قاتل تبربه‌دست ازدواج کردم (۱۹۹۳)
- جهان وین ۲ (۱۹۹۳)
- آستین پاورز: مرد بین‌المللی رمز و راز (۱۹۹۷)
- ۵۴ (۱۹۹۸)
- خط صورتی نازک (۱۹۹۸)
- آستین پاورز: جاسوسی که مرا تکان داد (۱۹۹۹)
- معما، آلاسکا (۱۹۹۹)
- شرِک (۲۰۰۱)
- آستین پاورز: در عضو طلایی (۲۰۰۲)
- گربه کلاه‌به‌سر (۲۰۰۳)
- نمایی از بالا (۲۰۰۳)
- شرک: روح لرد فارکواد (۲۰۰۳)
- شرک ۲ (۲۰۰۴)
- خانه (۲۰۰۶)
- شرک ۳ (۲۰۰۷)
- استاد عشق (۲۰۰۸)
- حرامزاده‌های لعنتی (۲۰۰۹)
- شرِک برای همیشه (۲۰۱۰)
- پخش زنده شنبه شب (۲۰۱۴)
- هفته پیش امشب با جان اولیور (۲۰۱۵)
- ترمینال (۲۰۱۸)
- بوهمین راپسودی (۲۰۱۸)
- برنامه امشب با اجرای جیمی فلن (۲۰۱۸)
- شرک ۵ (۲۰۲۶)